# كافور أصفر
الكَافُور الأَصْفَر (بالإسبانية: Alcanforero amarillo، أي الكافور الأصفر)‏ نوع أشجار مستديمة الخضرة من جنس الدارصيني، وهو أصيل كمبوديا وأندونيسيا وماليزيا والفلبين وفيتنام. يستخرج من هذه الشجرة زيت أصفر يسمى الصفرول.